# Centrifugalbroms

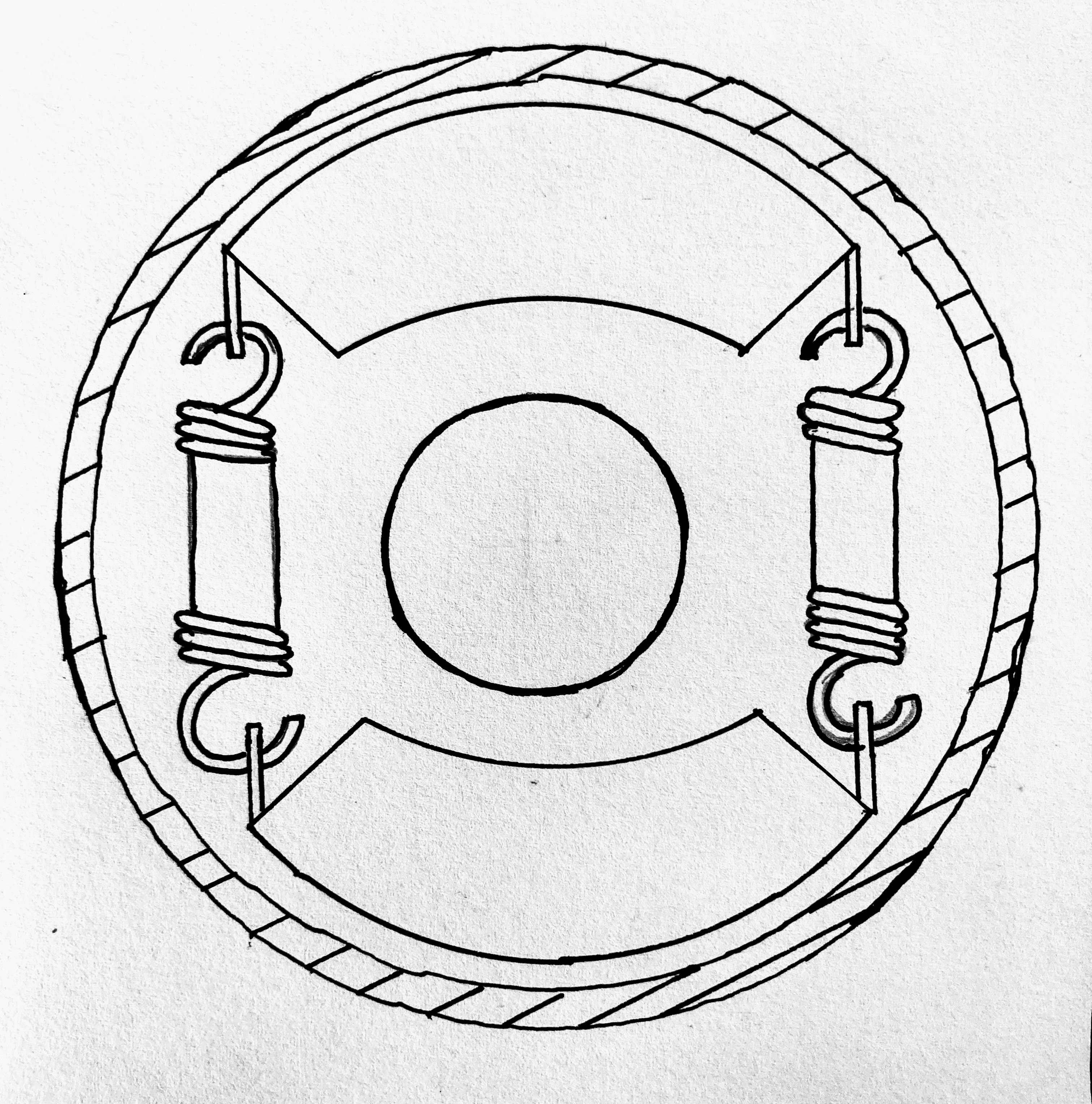
Enkel centrifugalbroms

En centrifugalbroms är en broms som fungerar med hjälp av centrifugalkraft. Den består i sin enklaste utformning av två eller flera bromsbelägg monterade på ett rotationsnav som roterar i en fast trumma (till motsats från en trumbroms där trumman roterar) och hålls i inaktiverat läge med hjälp av fjädrar. När rotationshastigheten är så hög att centrifugalkraften, som orsakas av de roterande bromsbeläggens massa, är större än fjäderkraften, som håller dem tillbaka, gör centrifugalkraften att bromsbeläggen övervinner fjädrarnas återhållande kraft och når den fasta trumman, varvid centrifugalbromsen börjar att bromsa. När den väl är aktiverad måste rotationshastigheten fortsätta att öka för att bromskraften ska öka. Bromsens känslighet styrs genom att man ändrar fjäderkraftens förspänning och/eller beläggens vikt.
Ett viktigt användningsområde för centrifugalbromsar är som säkerhetsanordning i hissar. Om hisskabeln skulle gå av så finns (förhoppningsvis) centrifugalbromsar monterade för att begränsa fallhastigheten. Dessa är ofta utformade så att de "fattar tag" i "kuggar" som stoppar hissen helt.